# Saturnia orbifer
Saturnia orbifer är en fjärilsart som beskrevs av Edward Alfred Cockayne 1952. Saturnia orbifer ingår i släktet Saturnia och familjen påfågelsspinnare. Inga underarter finns listade.